# Michelle Monaghan

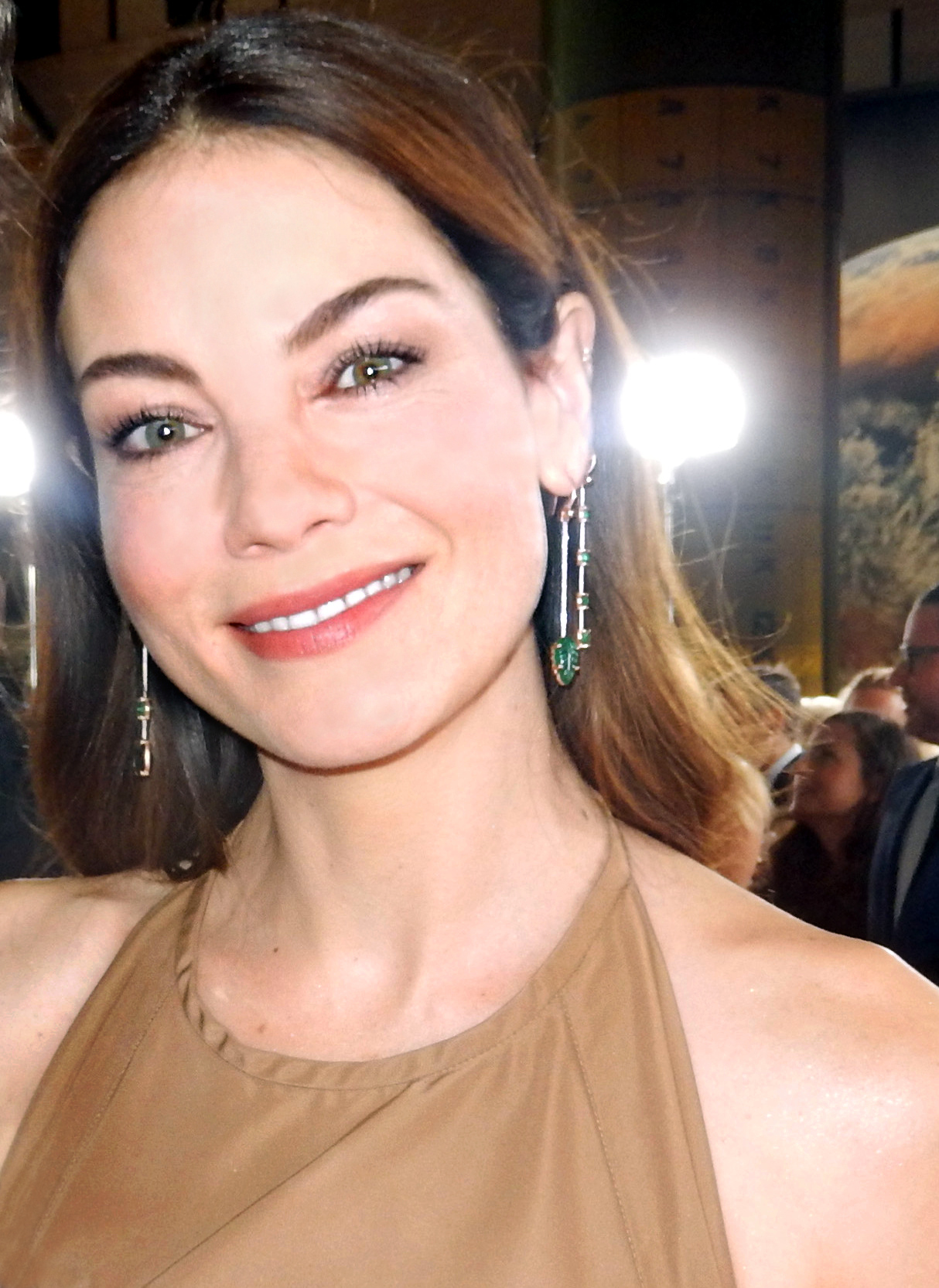
Michelle Monaghan (2018)

Michelle Lynn Monaghan (* 23. März 1976 in Winthrop, Iowa) ist eine US-amerikanische Schauspielerin, Filmproduzentin und ehemaliges Model deutsch-irischer Abstammung.

## Leben und Karriere
Michelle Monaghan ist Tochter von Sharon (Hammel) und Robert Monaghan. Sie hat zwei Brüder.
1994 schloss Monaghan die East Buchanan High School in Winthrop ab. Im Anschluss studierte Michelle Monaghan zunächst Journalismus am Columbia College in Chicago und finanzierte ihren Lebensunterhalt als Model. In diesem Metier war ihr Erfolg so groß, dass sie das Studium dafür aufgab.
2000 gab Monaghan ihr Schauspieldebüt in der Fernsehserie Rawley High – Das erste Semester. 2002 spielte sie neben Diane Lane und Richard Gere in der Rolle der Lindsay in dem Beziehungsdrama Untreu erstmals in einem Kinofilm mit, kehrte jedoch für Boston Public zunächst wieder in die Welt der High-School-Serien zurück. Nach einer kleinen Rolle in dem Thriller Die Bourne Verschwörung (2004) spielte sie 2005 neben Keanu Reeves und Rachel Weisz im Mystery-Thriller Constantine. Ihre Szenen wurden jedoch aus Zeitgründen aus dem Film geschnitten. Dasselbe passierte ihr – zusammen mit Gina Gershon – im selben Jahr ebenfalls mit dem Politfilm Syriana.
Monaghans Rolle als schnellzüngige Heldin in Shane Blacks Actionkomödie Kiss Kiss, Bang Bang – die ihr eine Nominierung für den Satellite Award einbrachte – und als Minenarbeiterin Sherry neben Charlize Theron und Sean Bean in Kaltes Land sicherten ihr 2005 jedoch Aufmerksamkeit.
2006 spielte Monaghan neben Tom Cruise und Philip Seymour Hoffman die Rolle der Julia Meade in Mission: Impossible III. Im selben Jahr begann sie unter der Regie von Ben Affleck die Dreharbeiten zu dem Kriminalfilm Gone Baby Gone – Kein Kinderspiel (2007), nach einem der Kenzie & Gennaro-Romane des Autors Dennis Lehane um die düsteren Fälle zweier in Boston tätiger Privatdetektive. Neben ihr als Angela Gennaro spielte Afflecks Bruder Casey Affleck ihren Partner Patrick Kenzie. 2007 verkörperte sie in der Komödie Nach 7 Tagen – Ausgeflittert den Grund, weshalb ein – von Ben Stiller gespielter – Flitterwöchner an die Scheidung von seiner frisch angetrauten Frau denkt. 2008 war sie in der Komödie Verliebt in die Braut zu sehen und spielte im selben Jahr eine der Hauptrollen in dem Thriller Eagle Eye – Außer Kontrolle. Weitere Film- und Fernsehrollen folgten, darunter in der ersten Staffel von True Detective und von 2016 bis 2018 eine tragende Rolle in The Path. An dieser Serie war sie auch als Produzentin beteiligt. 2018 war sie an der Seite von Tom Cruise abermals als Julia Meade in Mission: Impossible – Fallout zu sehen.
2017 wurde Monaghan in die Academy of Motion Picture Arts and Sciences (AMPAS) aufgenommen, die jährlich die Oscars vergibt.
Monaghan ist seit August 2005 mit ihrem langjährigen Partner Peter White – einem australischen Grafikdesigner aus New York City – verheiratet. Sie sind Eltern einer Tochter (* 2008) und eines Sohnes (* 2013).
Im Oktober 2011 gab sie bekannt, dass sie an Hautkrebs erkrankt war und inzwischen davon geheilt ist.

## Filmografie (Auswahl)

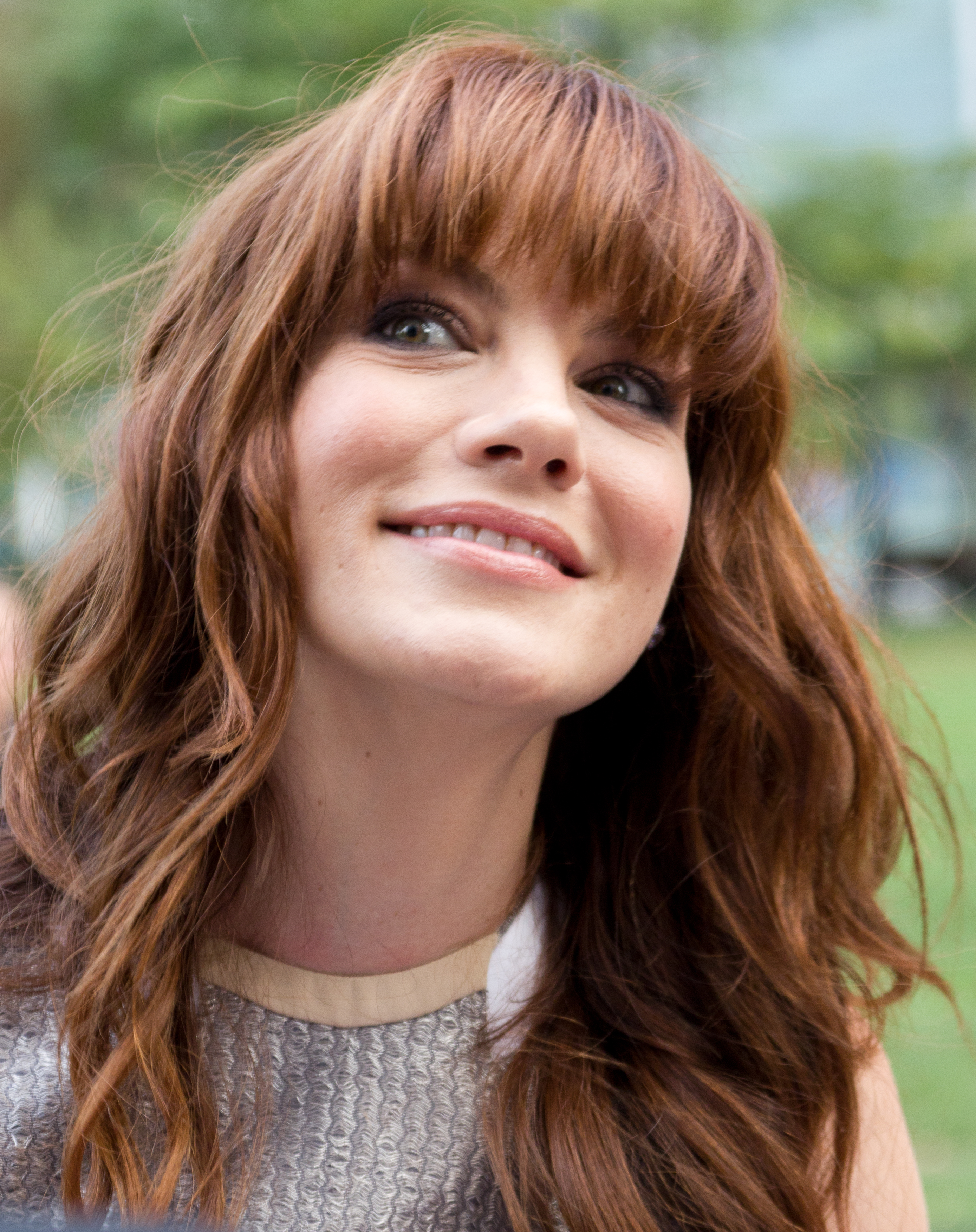
Monaghan auf dem Toronto International Film Festival 2011

- 2000: Rawley High – Das erste Semester (Young Americans, Fernsehserie, 2 Folgen)
- 2001: Law & Order: Special Victims Unit (Fernsehserie, Folge 2x10)
- 2001: Perfume
- 2002: Untreu (Unfaithful)
- 2002: Hack – Die Straßen von Philadelphia (Hack, Fernsehserie, Folge 1x02)
- 2002–2003: Boston Public (Fernsehserie, 8 Folgen)
- 2003: Es bleibt in der Familie (It Runs in the Family)
- 2004: Winter Solstice
- 2004: Die Bourne Verschwörung (The Bourne Supremacy)
- 2005: Kiss Kiss, Bang Bang (Kiss Kiss Bang Bang)
- 2005: Mr. & Mrs. Smith
- 2005: Constantine
- 2005: Kaltes Land (North Country)
- 2006: Mission: Impossible III
- 2007: Gone Baby Gone – Kein Kinderspiel (Gone Baby Gone)
- 2007: Nach 7 Tagen – Ausgeflittert (The Heartbreak Kid)
- 2008: Verliebt in die Braut (Made of Honor)
- 2008: Trucker
- 2008: Eagle Eye – Außer Kontrolle (Eagle Eye)
- 2010: Somewhere
- 2010: Stichtag (Due Date)
- 2011: Source Code
- 2011: Machine Gun Preacher
- 2011: Mission: Impossible – Phantom Protokoll (Mission: Impossible – Ghost Protocol)
- 2012: The Honor of Killing (Tomorrow You’re Gone)
- 2013: Expecting (Gus)
- 2013: Das Penthouse (Penthouse North)
- 2014: True Detective (Fernsehserie, 8 Folgen)
- 2014: Hauptsache, die Chemie stimmt (Better Living Through Chemistry)
- 2014: Fort Bliss
- 2014: Playing It Cool
- 2014: The Best of Me – Mein Weg zu dir (The Best of Me)
- 2015: Kittens in a Cage (Fernsehserie, Folge 1x03)
- 2015: Pixels
- 2016: Boston (Patriots Day)
- 2016–2018: The Path (Fernsehserie, 36 Folgen)
- 2017: Sleepless – Eine tödliche Nacht (Sleepless)
- 2017: The Vanishing of Sidney Hall (Sidney Hall)
- 2018: Mission: Impossible – Fallout
- 2018: Ein Funken Gerechtigkeit (Saint Judy)
- 2020: Messiah (Fernsehserie, 10 Folgen)
- 2020: Blumhouse’s Der Hexenclub (The Craft: Legacy)
- 2021: Every Breath You Take
- 2022: Nanny
- 2022: Black Site
- 2022: Blood
- 2022: Echoes (Fernsehserie, 7 Folgen)
- 2023: Spinning Gold
- 2023: The Family Plan
- 2024: MaXXXine
- 2024: Bad Monkey (Fernsehserie)
- 2025: The White Lotus (Fernsehserie)